# Магія Енергії (Аватар)
 Магія енергії — магія світу анімаційного серіалу «Аватар: Останній захисник», що дає можливість керувати життєвою енергією. Цей вид  магії існував ще до появи Аватарів, до створення 4-х головних  магій, та до формування 4-х головних держав.
До приходу Аватара у світ людей, вони управляли життєвою енергією всередині себе. Коли ж вони відкрили чотири інші магії, магією енергії перестали користуватися і всі знання про неї були втрачені. Останній відомий хранитель цього мистецтва — Лев-черепаха. Саме він передав всі необхідні знання Аангу, щоб той переміг Озая, не вбиваючи його, а лише позбавивши магії вогню.
Всі можливості та способи магії не були представлені в серіалі так, як інших дисциплін, тому про саму магію відомо небагато. Але її можливість позбавляти або наділяти мага магією була продемонстрована Аватаром Аангом в останній серії серіалу. Ця магія абсолютно відрізняється від інших і дуже небезпечна.

## Історія магії
Після того, як Аанг потрапив на таємничий острів і виявив, що це насправді Лев-черепаха, молодий Аватар попросив у найдавнішої істоти у світі допомоги й поради. Аанг все ще не знав, що йому робити, адже він повинен був зупинити Господаря Вогню Озая, але його особисті принципи не дозволяли йому вбити когось, навіть для блага всього світу. І тоді звір розповів йому про історію 5-ї магії — магії енергії, що вона існувала ще до приходу Аватара, до створення 4-х головних магій та до формування 4-х головних держав. Також він повідав трохи про її можливості.
Лев-Черепаха відповів Аангу: «Тільки правдивий розум може впоратись з брехнею та ілюзіями. Тільки правдиве серце може впоратись з отрутою ненависті. З самого початку часів, темрява процвітає в порожнечі. Але вона завжди поступається місцем чистому світлу». Після цього він підняв свою лапу і кінчиками двох пальців доторкнувся до лоба і грудей Аанга. Тоді ж навколо зʼявилося зелене світло. Ймовірно, так могутній звір передав Аанг необхідні знання.
Спочатку Аанг не зрозумів усього сенсу слів і знань, які отримав, але він вже був спокійніший і цілеспрямовано вирішив битися проти Озая. Спершу у нього не виходило, але після того, як він увійшов у стан Аватара, він почав активно використовувати всі стихії, незабаром Господар Вогню був повалений. Аанг повинен був убити його в цей момент, але зрозумівши суть знань, які йому подарував Лев-черепаха, Аанг скористався ними.
Лев-Черепаха сказав йому, що в епоху до Аватарів, люди були магами не елементів, а енергії всередині них самих. Цю енергію можна використовувати для того, щоб заволодіти магією іншого мага, але Аватар повинен бути дуже сильний духом, інакше енергія його поглине.
«Щире серце» і «істинний розум» після допомогли Аангу успішно виконати місію і скористатися знаннями найдавнішої істоти на світі.
Сам процес позбавлення магії дуже важкий і займає деякий час. З Аангом і Озаєм все пройшло успішно. Коли Господар Вогню був переможений, Аватар знерухомив його і поклав йому руки на лоб і на груди. Після цього з'явилися промені світла з очей і ротів мага вогню і мага повітря, які незабаром «залили» спершу тіло Аанга, а потім і Озая. Весь світ розділився надвоє — синє світло, з боку Аанга, і червоне, з боку Озая. Спершу червоне світло почало поглинати Аанга і синє світло, і, коли воно зайняло майже весь простір, дух Аватара різко вирвався назовні й поглинув дух Озая.

## Небезпека магії
Ця магія — найнебезпечніша з усіх. Вона може використовуватися магом, але якщо його дух виявиться слабким, то при процесі позбавлення магії вона його поглине, а це означатиме — смерть. Якби Озай переміг Аанга і використовував невідому йому магію енергії, то він був би здатний до вивчення магії чотирьох стихій. Але він би не став відразу магом цих стихій, бо магія — це не просто здатність, але і роки тренувань.